# Hidden & Dangerous 2
Hidden & Dangerous 2 (česky Skrytý a nebezpečný) je taktická akční počítačová hra. Vyvinula ji česká společnost Illusion Softworks (později 2K Czech) a vydali ji Gathering of Developers a Take-Two Interactive. Hra vyšla 21. října 2003 jako pokračování Hidden & Dangerous z roku 1999. Hráč ovládá až čtyřčlenný britský tým SAS, který provádí rozličné operace na bojištích druhé světové války, od Norska po Barmu, inspirované skutečnými válečnými operacemi SAS. Hidden and Dangerous 2 bývá řazen mezi nejlepší české videohry.
Hra běží na enginu jménem LS3D engine, použitém pro hru Mafia: The City of Lost Heaven, vydanou o rok dříve. Důraz je kladen na realističnost prostředí a podrobné zpracování zbraní i vozidel. Hra má velmi realistickou fyziku chování předmětů, střely jsou tak schopny se odrazit od stěn či prostřelit dřevěné dveře. Hra obsahuje prvky RPG, rozlehlé lokality a relativní volnost při plnění misí. Hráč tak ve většině misí může zvolit tichý postup nebo naopak frontální útok. Krom několika multiplayerových režimů nabízí i kampaň, oproti prvnímu dílu ji však nelze hrát kooperativně, ale pouze v režimu pro jednoho hráče. 
Hra vyšla také v kompletní české lokalizaci. V roce 2017 byly oba díly séie včetně datadisků uvedeny do distribuce na serveru GOG.com.

## Herní specifika
V herním prostředí je možné si vytvořit více hráčských profilů a vybrat si různé obtížnosti pro hru jednoho hráče. Herní obtížnosti ovlivňují schopnosti nepřátel, velikost utržených zranění, šance na zajmutí nepřítele a zejména možnosti ukládání (druhá nejtěžší obtížnost umožňuje pouze tři uložení a nejtěžší obtížnost pouze jedno). V kampani ve hře jednoho hráče je možné zvolit si z několika herních režimů (klasický, osamělý vlk, krveprolití a po dohrání hry i hraní samostatné mise).
Svěřené postavy je možné ovládat přímo (z pohledu první nebo třetí osoby), pomocí ústních příkazů nebo prostřednictvím taktické mapy (v té hra funguje jako realtimová strategie). Hráč má možnost se pokusit zajmout nepřátelské vojáky a získat jejich uniformu (s herní obtížností ovšem klesá šance na zajmutí nepřítele). Ve hře je možné používat několik vozidel.

## Hra jednoho hráče
Hra jednoho hráče (singleplayer) obsahuje herní kampaň (bez propojujícího příběhu), která je rozdělena do několika misí v různých lokacích. V severní a střední Evropě, severní Africe a jihovýchodní Asii. Každá mise obsahuje několik povinných úkolů a většina také i nepovinný úkol nebo úkoly. Na začátku celé hry si hráč vybere ze třícítky postav vojáky pro svou jednotku, změnit je může pouze mezi celými operacemi a to i v případě když některý člen během mise zemře. Před každou misí jsou prostřednictvím briefingu hráči sděleny důležité informace. Nové úkoly se mohou objevit i během mise v důsledku splnění původního úkolu. Po briefingu si hráč může uspořádat vybavení a výzbroj mezi vojáky, případně některé doplnit pokud to hra umožňuje. Před každou částí kampaně resp. vždy před úvodní misí dané části hry si hráč vybírá z virtuálního skladu jím preferované zbraně a vybavení. Získávat zbraně a vybavení je možné během hraní i od zajatých nebo zabitých nepřátel. U vojáků za které hráč hraje se v závislosti na úkonech provedených během misí zlepšují osobní charakteristiky (např. se zlepšuje střelba, vytrvalost, tichý pohyb, léčení apod.).

### Seznam misí

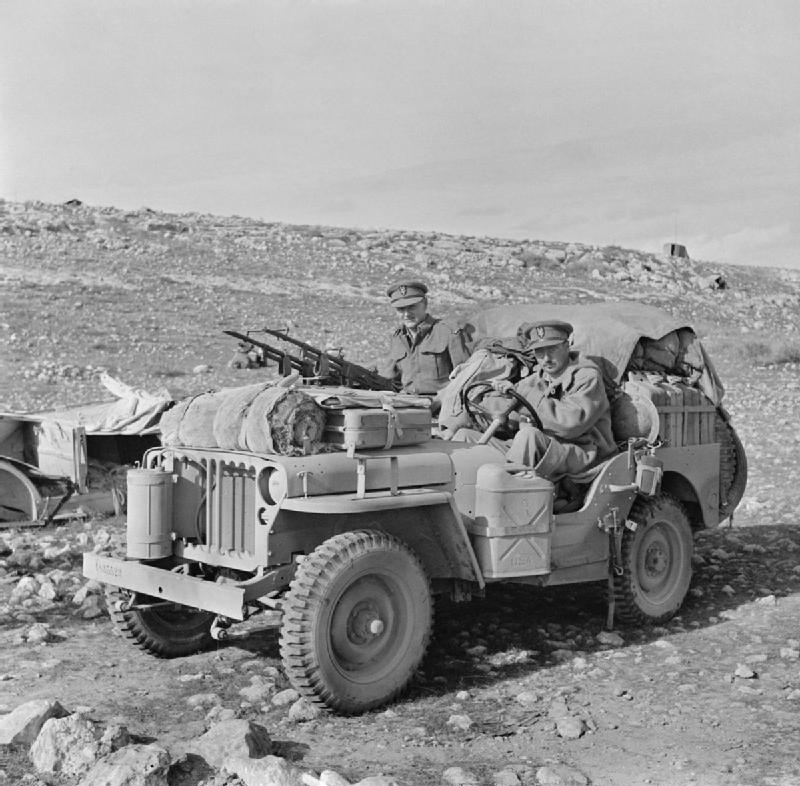
Operace Nomad odkazuje na boje v severní Africe během kterých SAS vznikla a prováděla nájezdy na nepřátelské základny

- Tutorial – Výcvik (základní ovládání, střelba, výbušniny, ovládání vozidla, infiltrace a potápění, velení týmu)
- Operace Snowball, Lofoty, Norsko, březen 1941 – průzkum tajného podzemního výzkumného komplexu a získání informací o sestřeleném pilotovi
  - První úder (First Strike) – obsazení továrního komplexu a zajištění vstupu do podzemního komplexu
  - Zvěd (Scout) – průzkum podzemního komplexu, získání informací o výzkumu, zničení komplexu
  - Rande (Rendezvous) – záchrana spojeneckého pilota a únik z oblasti
  - Ledovec (Iceberg) – obsazení meteorologické stanice, získání další části německých dokumentů, eliminace německé ponorky U-58
- Operace Nomad, severní Afrika, listopad 1942 – nájezd na letiště Abn-Sin Oan a zajmutí německého plukovníka Schumanna 
  - Letiště (Spaghetti Airport) – obsazení italského letiště Abn-Sin Oan, zajmutí Schumanna
  - Letecký den (Airshow) – průjezd zaminovanou pouští obsazenou německými vojáky
  - Hosté (Guests) – obsazení Němci držené oázy Banhíra a získání náhradního vozidla
  - Karavana (Caravan) – obrana oázy a ukořistěného vozidla
  - Whiskey Bar – zajmutí německého Schumanna na letišti Daiburn a odlet německým bombardérem
  - Dravci (Birds of Prey) – únik kaňonem před nepřátelskými letouny
- Operace Seawolf, mise Enigma (Steam Piping), Norsko, duben 1943 — potopení minolovky Olaf a bitevní lodě Tirpitz, získání šifrovacího stroje Enigma
- Operace Stranger, Barma, červenec 1943  
  - Mraveniště (Anthill) – zničení důležitého mostu, získání informací o převáženém materiálu
  - Král hory (Mountain King) – obsazení japonského bunkru společně s další spojeneckou jednotkou
- Operace Challenger, Rakousko, září 1943 — infiltrace hradu Adler a získání seznamů tajných agentů Abwehru
  - Stav nula (Babes In the Wood) – získání německé uniformy, automobilu a dokladů řidiče
  - Agent (Estate Agent) – kontaktování tajného agenta, získání tajných dokumentů a únik z hradu
- Operace Overlord, Normandie, Francie, červen 1944 – podpora vylodění v Normandii
  - Maják (Lighthouse) – zničení pobřežního dělostřelectva a
  - Bankovní přepadení (Blade Dancer) – pomoc americké jednotce výsadkářů obklíčené ve městě Marolles
- Operace Liberator, západní Čechy, Československo, květen 1945 – získání tajných dokumentů
  - Začátek konce (Billable Entry) – záchrana českého odbojáře, získání informací
  - Vlak do pekel (Mole in the Hole) – zajmutí německého generála Freiberga
  - Obchod (Business) – zajištění místa předání zajatého Freiberga
  - Jarmark (Annual fair) – obsazení šumavské vsi Broumov
  - Noční lovec (Gin send off) – zničení německé vojenské kolony
  - Zúčtování (Final showdown) – obsazení německého bunkru a získání důležitých tajných dokumentů

## Hra více hráčů
Vedle hry jednoho hráče obsahuje hra také možnost zapojení se do hry s dalšími hráči (multiplayer) a to buď v online režimu nebo prostřednictvím přímého síťového propojení. Ve hře více hráčů si hráč vybírá zda bude hrát za stranu Spojenců nebo Osy a podobně jako v kampani si pro svého vojáka vybírá výzbroj příp. vybavení. 
Multiplayer obsahoval tyto tři herní režimy:
- deathmatch – všichni proti všem, hráč s nejvíce body na konci časobého limitu vyhrává,
- occupation – mapa je rozdělena na několik částí a obě strany se snaží obsadit co nejvíce z nich,
- objectives – jedna strana musí plnit úkoly a druhá se jí v tom snaží bránit, zabitý hráč je do konce herního kola v pozici diváka.

Oficiální servery pro online hru provozoval GameSpy. Ten  roce 2012 přestal podporovat jejich vyhledávání, hráči tak začali používat Qtracker. O dva roky později pak došlo k úplnému vypnutí oficiálních serverů, část hráčů se tak přesunula na neoficiální komunitní servery. V roce 2017 stále běželo asi 20 takových serverů.

## Rozšíření
Rozšíření Sabre Squadron bylo vydáno v říjnu 2004. Pro hraní rozšíření je nutné mít nainstalovanou původní hru. Obsahovalo devět nových singleplayerových misí, osm nových multiplayerových map a několik nových zbraní. Byl také přidán kooperativní režim. Novinkou oproti původní hře bylo také sledování vystřeleného dělostřeleckého náboje po čas letu kamerou.
V roce 2006 vyšla pod názvem Hidden & Dangerous 2: Courage under fire původní hra společně s rozšířením Sabre Squadron.
Existuje však také řada neoficiálních map a dalších doplňků vytvořených samotnými hráči. Část jejich tvůrců se rekrutovala z komunity kolem hry Mafia: The City of Lost Heaven.
Herní kampaň datadisku obsahuje tyto mise:
- Operace Ammobox, mise Lov na žraloka (Deathfish), Bretaň, Francie, duben 1942 – nájezd na ponorkovou základnu v Brestu
- Operace Heat, Libye, severní Afrika, říjen 1942 – záchrana posádky sestřeleného amerického bombardéru a zničení vraku letounu s tajným zařízením
  - Kurýr (Mouse in the House) – v záchrana spojeneckých pilotů držených v zajetí v Darnis Zarine
  - Uštknutí (Snake Bite) – průjezd kaňonem obsazeným německými jednotkami
  - Hyeny (Siting Duck) – zničení vraku spojeneckého bombardéru a všech jeho částí
- Operace Husky, Sicílie, Itálie, červenec 1943
  - Chestnut – zničení pobřežního dělostřelectva
  - Most (Ponte Grande) – společně s další jednotkou SAS je nutné ubránit důležitý most před zničením
- Operace Houndsmith, Burgundsko, Francie, červenec 1944 – záškodnické akce v týlu nepřítele
  - Dvojitý úder (Double Action) – zničení vojenského skladiště
  - Na ostří nože (Razor Blade) – zabití důstojníka Gestapa a německých vojáků, získání seznamu kolaborantů, zadržení místního kolaboranta
  - Strážní andělé (Guardian Angels) – zachrana zajatých britských vojáků

## Hodnocení
| Hodnocení      | Hodnotitel  |
| Původní hra    | Původní hra |
| -------------- | ----------- |
| 90 %           | Games.cz    |
| 90 %           | M. Stern    |
| Sabre Squadron |             |
| 70 %           | M. Stern    |

Hra získala velmi vysoké hodnocení. Hra byla v Česku hodnocena lépe než v zahraničí (pravděpodobně díky menšímu rozšíření). Pozitivně byl na hře hodnocen specifický herní styl kombinující taktickou střílečku s realtime strategií a prvky RPG. Dále také herní čas, počet misí, propracovanost, a také hráčská volnost v řešení úkolů a v pohybu po rozlehlých mapách. Kladně hodnocena byla také herní atmosféra, rozmanitost prostředí a úkolů.
Negativně byly hodnoceny převážně občasné chyby a nelogické chování postav ovládaných počítačem.  Kritizována byla také malá interaktivita prostředí vzhledem k velikosti herních map a také špatné chování kamery taktické mapy v interiérech.

## Zajímavosti
Předchozí díl série Hidden & Dangerous byl opatřen opravami některých chyb, vylepšenou grafikou a editorem misí. Byl vydán společně s původním rozšířením jako Hidden & Dangerous Deluxe  a byl nabízen zdarma ke stažení v rámci propagační kampaně u vydání druhého dílu.
Podobně jako v případě prvního dílu se závěrečné mise odehrávají v Československu na konci války.

### Cimrmanovské odkazy ve hře
Ve hře jsou přítomny odkazy na tvorbu českého velikána Járy Cimrmana. Konkrétně v misi Operace Liberator je umístěna budova železniční stanice Liptákov s restaurací U Sirotků. Na stěnách hospody jsou česky napsány cimrmanovské nápisy, odkazující na hru Posel z Liptákova.